# Sanshiro Murao
Sanshiro Murao (28 de agosto de 2000) é um judoca japonês. Foi medalhista de prata nos Jogos Olímpicos de Verão de 2024 em Paris.